# 窄膜棘豆
窄膜棘豆（学名：Oxytropis moellendorffii）为豆科棘豆属下的一个种。